# Otto Loewi
Otto Loewi (Frankfurt del Main, Alemanya 1873 - Nova York, EUA 1961) fou un metge i professor universitari nord-americà, d'origen alemany, guardonat amb el Premi Nobel de Medicina o Fisiologia l'any 1936.

## Biografia
Va néixer el 3 de juny de 1873 a la ciutat de Frankfurt del Main, població situada a l'estat de Hessen. Va iniciar els seus estudis a la Universitat de Múnic i es va llicenciar en medicina a la Universitat d'Estrasburg (en aquells moments part d'Alemanya) l'any 1896.
Va impartir classes, com a professor ajudant, a la Universitat de Viena i el 1909 va obtenir la càtedra de farmacologia de la Universitat de Granz, però amb l'arribada dels nazis al poder va haver d'abandonar el país. Després d'un breu període a Brussel·les i Oxford, es va traslladar a Nova York l'any 1940, on va ser nomenat catedràtic de la Facultat de Medicina de la Universitat de Nova York.
L'any 1946 li fou concedida la ciutadania nord-americana. Morí el 25 de desembre de 1961 a la seva residència de Nova York.

## Recerca científica

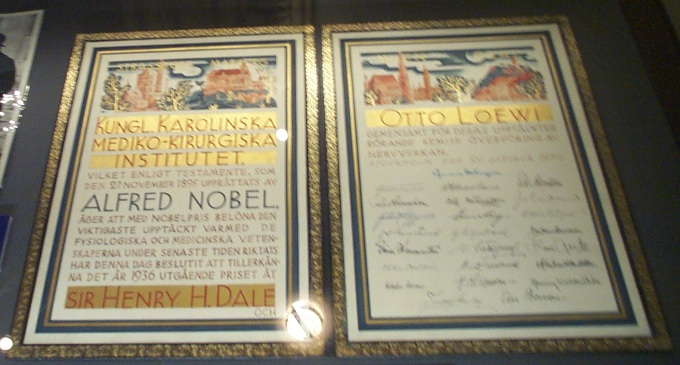
Diploma de la concessió del Premi Nobel exposat a la Universitat de Graz

Interessat des de sempre en la recerca científica, va orientar-los vers els impulsos desenvolupats pel sistema nerviós. Loewi va iniciar les seves investigacions a partir d'una hipòtesi que defensava que l'impuls nerviós es transmetia a través d'una substància química. Loewi va poder demostrar que en el sistema nerviós parasimpàtic aquesta substància era l'acetilcolina, substància que Henry Hallett Dale prèviament havia aïllat. El descobriment de Loewi va donar origen al naixement de la teoria química de la transmissió nerviosa, segons la qual, el corrent nerviós provoca, en l'extrem de les fibres nervioses, l'alliberament d'una substància química que es va anomenar neurotransmissor.
L'any 1936 fou guardonat, amb el seu col·laborador Hallett Dale, amb el Premi Nobel de Medicina o Fisiologia pels seus estudis sobre excitació i transmissió química dels impulsos.